# Chorinsky-Klause

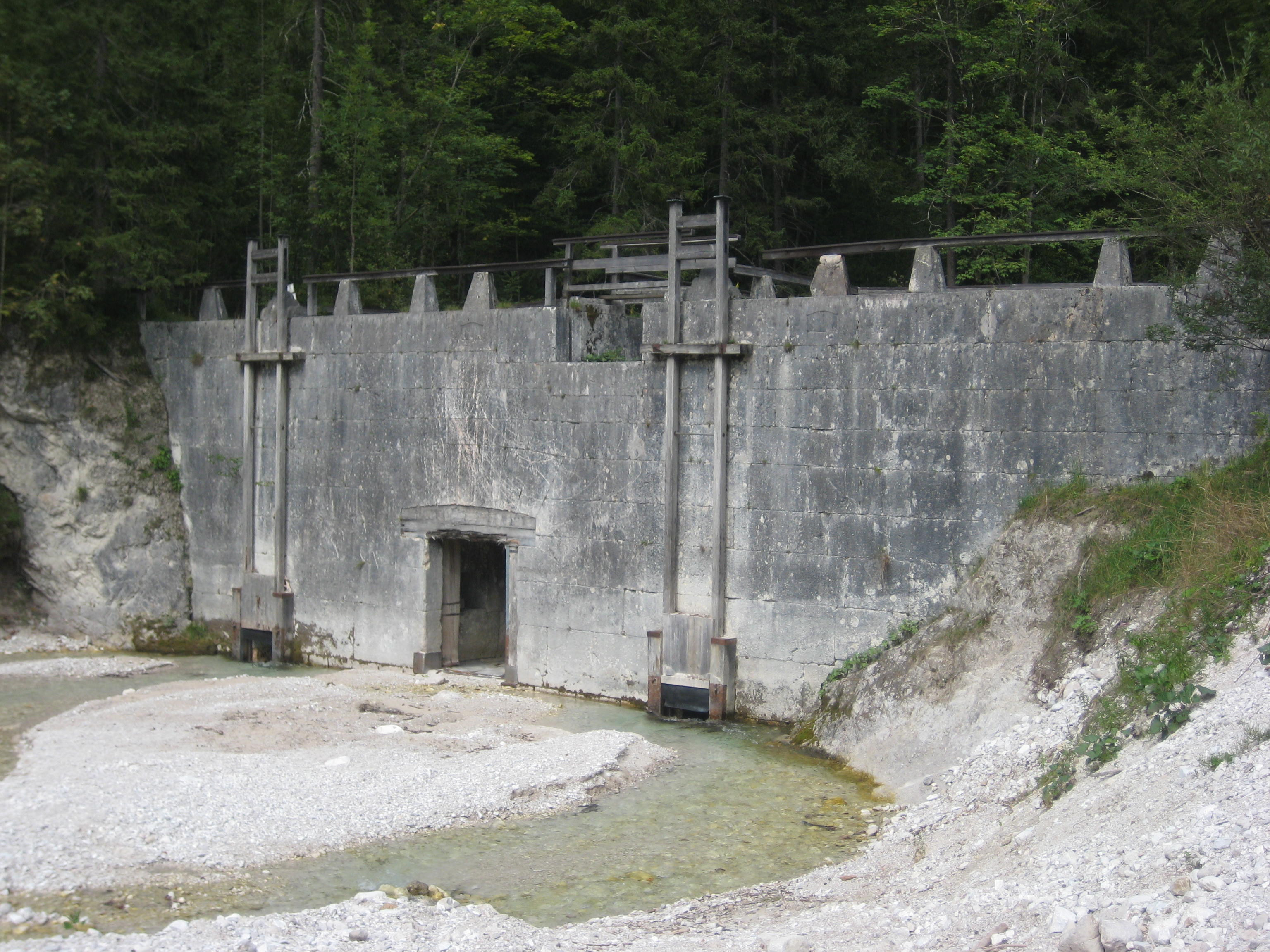

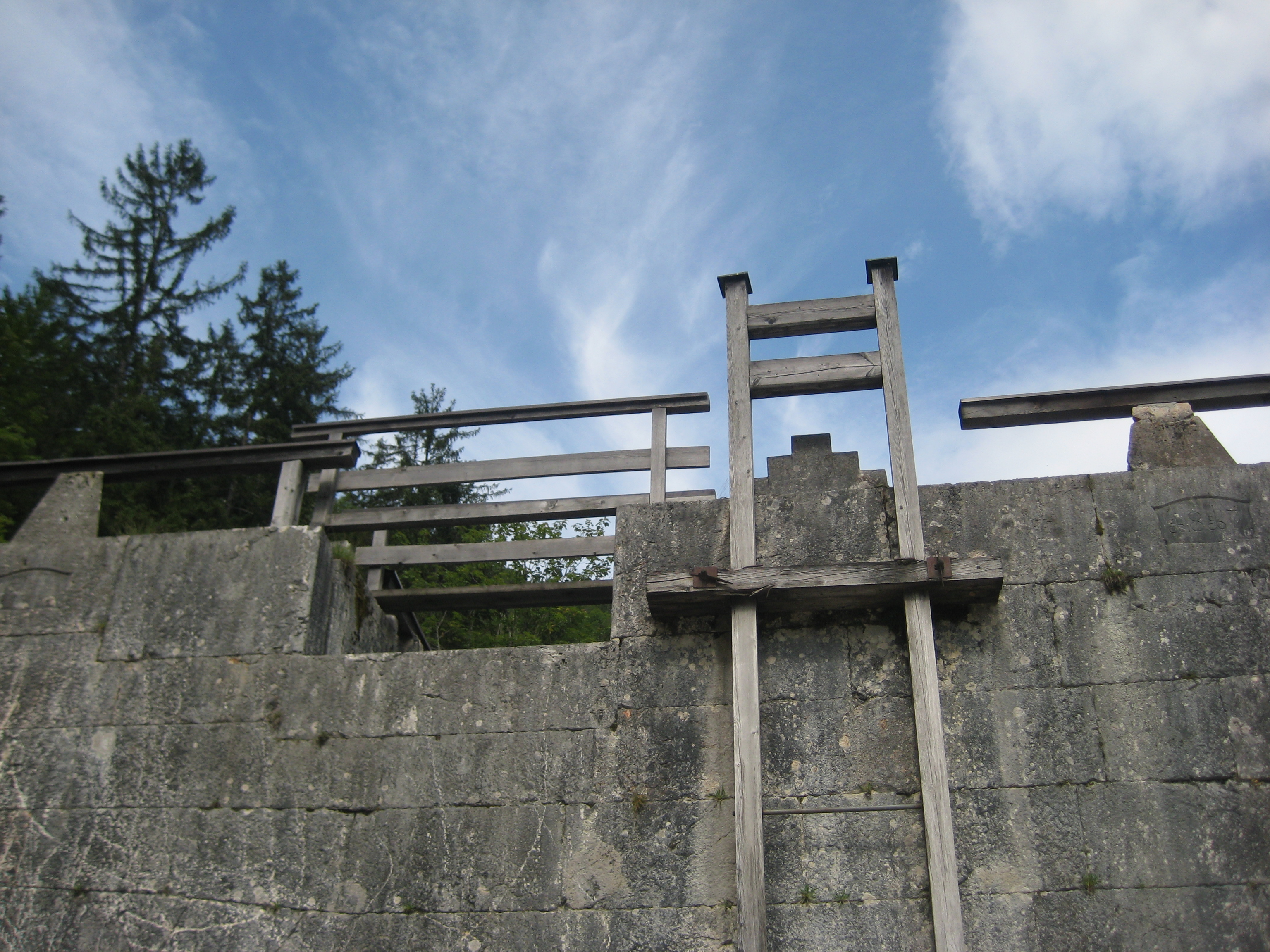

Die Chorinsky-Klause im Weißenbachtal bei Bad Goisern am Hallstättersee ist ein zu Beginn des 19. Jahrhunderts erbautes Stauwerk, mit dem das Wasser des Weißenbachs zur Holztrift eingesetzt werden kann. Innerhalb weniger Minuten können bis zu 75.000 m³ Wasser abgelassen werden. Die Chorinsky-Klause steht prototypisch für die Tradition der Forstwirtschaft im oberösterreichischen Salzkammergut. Zu Beginn des 21. Jahrhunderts ist die Anlage noch voll funktionsfähig erhalten und steht als Technisches Denkmal unter Denkmalschutz.

## Wirtschaftliche Ausgangslage

### Holz als Energieträger
Die Bereitstellung von Holz als Brennstoff für die alpinen Salinen stellte bis in die zweite Hälfte des 19. Jahrhunderts den kritischen Faktor der energieintensiven Salzproduktion dar. Erst mit der Einführung der Kohlefeuerung in den Sudhäusern ab 1870 und der damit einhergehenden drastisch sinkenden Nachfrage nach Brennholz verlor das Triftwesen an Bedeutung. Alleine im Hallstätter Pfannhaus wurden bereits gegen Ende des 16. Jahrhunderts täglich rund 230 m³ Holz verfeuert. Dieser enorme Holzbedarf der Salinen löste entsprechend früh eine Rationalisierung des Forst-, aber auch des Transportwesens aus.

### Holztransport
Dabei erwies sich für die Holzbringung in den wasserreichen Bergregionen die Trift als geeignetes und wirtschaftlich vertretbares Transportsystem. Allerdings war das Schwemmen des Holzes in den wenigsten Gebirgsbächen bei normalem Wasserstand, dem so genannten Selbstwasser, möglich. Gelegenheitswasser wie die Schneeschmelze, oder jenes starker Regenfälle reichten bereits zu Beginn der Neuzeit nicht mehr aus, die erforderlichen Holzmengen zu triften.
Daher wurde vielfach durch Talsperren in Form von Klausen Wasser gestaut, das zum gewünschten Zeitpunkt rasch abgelassen werden konnte. Das unterhalb der Klausen aufgestapelte Holz wurde auf diese Weise talab geschwemmt. Durch das Triften in den stark fallenden Bächen litt zwar die Güte des Holzes, da es durch die Wucht des Anprallens an die felsigen Ufer an den Enden zerstoßen wurde, für die Verfeuerung war dieser Umstand jedoch unbedeutend. Seit den 1890er-Jahren wurden die Täler des Salzkammerguts in planmäßigem Ausbau durch Forstwege und -straßen erschlossen, auf denen das Holz zunächst mit Schlitten und Wagen, später dann per Lastkraftwagen abgefahren wurde.

### Triftgebäude
An Triftgebäuden bestanden im österreichischen Salzkammergut gegen Ende des 19. Jahrhunderts noch 39 Klausen, 16 Wasserfänge, 48 Hauptrieswerke, 24 Wasserriesen und 22 Holzrechen.

## Baugeschichte
Der erste nachweisbare hölzerne Vorgängerbau der Chorinsky-Klause ist für 1526 belegt, 1535/36 erfolgte ein Neubau, und bereits 1563 wurde im zweiten Reformationslibell ein „Neuer klausen Bau“ im Weißenbach angeordnet. Für die Jahre 1656 und 1766 sind Neubauten dieser Klause belegt. In dem Jahrzehnt zwischen 1809 und 1819 entstand schließlich die heute noch bestehende Klause unter der Leitung des Ischler Waldmeisters Pfifferling. Seinen Namen erhielt das Stauwerk von Ignaz Karl Graf Chorinsky, dem damaligen Vizepräsidenten der Niederösterreichischen Hofkammer, in dessen Beisein die Klause in Betrieb genommen wurde; Von 1968 bis 1971 fanden umfangreiche Restaurierungsarbeiten statt. Im Jahr 2019 richtete ein Hochwasser schwere Schäden an, der Wiederaufbau wurde im Herbst 2023 abgeschlossen.

## Baubeschreibung
Die gegen den Wasserdruck gekrümmte Staumauer wird von einem mittig angeordneten Klaustor und den beiden tieferliegenden Schottertoren durchbrochen. In der Mitte der Mauerkrone ist eine im Querschnitt rechteckige Rinne eingeschnitten, die ein Abfließen der über dem Stauziel liegenden Wassermassen ermöglicht. Im oberen Bereich der Klausenanlage führt der Zutritt zu dem Klaustor über einen Steg beziehungsweise durch einen gewölbten Gang.
Neben der Chorinsky-Klause befindet sich als Beispiel der traditionellen, maßrechten Steinbauweise die mit einem Krüppelwalmdach bedeckte Klausstube, die Dienstwohnung des Klausenwärters, welche zeitgleich mit der Klause errichtet wurde und nunmehr als Jagdhaus dient.

### Klause
Das 28,27 m lange Bauwerk ist auf einer anstehenden Felsbank gegründet. Der Klauskörper selbst besteht aus zwei Kalkstein-Quader Wänden, wobei die Wasserwand senkrecht und gerade ausgeführt ist. Die luftseitige Wand fällt nach oben hin aus dem Lot und weist einen, gegen den Klaushof hin gewölbten Grundriss auf. Der Raum zwischen den Quaderwänden ist mit Ausnahme einer Tegelschicht hinter der Wasserwand mit einer Schlichtung aus Bruchsteinen und Geschiebe ausgefüllt. Die Mauerkrone der 6,21 m hohen Staumauer ist mit Kalksteinplatten gepflastert, die hölzernen Geländer, die jeweils von steinernen Obelisken begrenzt werden, ruhen auf Steinstehern in Form von Pyramidenstümpfen.
Mit der Chorinsky-Klause kann ein maximaler Rückstau von 75.000 m³ Wasser erzielt werden.

### Klaustore
Beim Ablassen des Wassers wird mittels eines Schlagdorns die Verriegelung des einflügeligen, auf einem Zapfen drehbaren, hölzernen Klaustors geöffnet und sodann vom Wasser, das mit einer Schüttung von 13 m³ pro Sekunde ausströmt, nach außen aufgedrückt.

## Denkmalwert
Der in seiner ursprünglichen Form und Funktionsweise erhaltene Klausenbau gilt aufgrund der vorzüglichen und auf Dauerhaftigkeit ausgelegten Steinarbeiten als bedeutendes Zeugnis der ärarischen Wirtschaftskultur der Region. Im Wechselspiel zwischen technischem Bauwerk und ursprünglich erhaltenem Naturraum steht die Klause stellvertretend für das innere Salzkammergut.

### Touristische Nutzung
Das Öffnen der Klause, das so genannte Schlagen, lockte bereits im 19. Jahrhundert zahlreiche schaulustige Sommerfrischler an. Die Klause wurde als touristische Attraktion bis in die 2000-Jahre weiterhin während der Sommermonate jährlich geschlagen, auch wenn dabei kein Holz mehr getriftet wurde. Heute darf die Chorinsky-Klause aus Umweltschutzgründen nicht mehr geschlagen werden.

## Vergleichsbeispiele
- Klausen-Leopoldsdorf, Hauptklause
- Pichl-Kainisch bei Bad Aussee, Riedlbachklause
- Weichselboden, Prescenyklause